# Nickelodeon Kids’ Choice Awards 2017
30. gala Nickelodeon Kids’ Choice Awards odbyła się 11 marca 2017. Prowadzącym galę był John Cena, amerykański wrestler. Gala po raz dziewiąty była transmitowana na kanale Nickelodeon Polska z MTV Polska, a transmisja odbyła się w niedzielę 12 marca 2017.

## Ekipa

### Prowadzący
- John Cena
- Daniella Monet i Meg DeAngelis (przed właściwym show)

### Artyści muzyczni
- Jacob Sartorius – „By Your Side” (przed właściwym show)
- Machine Gun Kelly i Camila Cabello – „Bad Things”
- Little Mix – „Touch”, „Shout Out To My Ex”

### Prezenterzy
| - Gwen Stefani - Demi Lovato - Big Sean - Bethany Mota - Chris Pratt - Zoe Saldaña - Nat Wolff - Maddie Ziegler - Gal Gadot - Chris Pine | - John Stamos - Miranda Cosgrove - Obsada z serialu Szkoła rocka - Dove Cameron - Noah Cyrus - Isabela Moner - Benjamin Flores Jr. - DJ Khaled - Heidi Klum |

## Nominacje
- Nominacje zostały oficjalnie potwierdzone dnia 2 lutego 2017[1].
- Pojawiło się dziewięć nowych kategorii: „Ulubieni najlepsi przyjaciele”, „Najlepszy czarny charakter”, „Ulubiony zwierzak”, „Najlepsza drużyna”, „Najlepszy DJ”, „Najlepszy soundtrack”, „Najlepszy artysta internetowy”, „Najlepsza światowa gwiazda muzyki” i „Najlepszy teledysk”.

### Filmy
| - Batman v Superman: Świt sprawiedliwości - Kapitan Ameryka: Wojna bohaterów - Ghostbusters: Pogromcy duchów (wygrana) - Mój przyjaciel smok - Łotr 1. Gwiezdne wojny – historie - Wojownicze żółwie ninja: Wyjście z cienia - Gdzie jest Dory? (wygrana) - Vaiana: Skarb oceanu - Sekretne życie zwierzaków domowych - Sing - Trolle - Zwierzogród - Amy Adams jako Lois Lane z filmu Batman v Superman: Świt sprawiedliwości - Megan Fox jako April O’Neil z filmu Wojownicze żółwie ninja: Wyjście z cienia - Scarlett Johansson jako Natasha Romanova/Czarna Wdowa z filmu Kapitan Ameryka: Wojna bohaterów - Felicity Jones jako Jyn Erso z filmu Łotr 1. Gwiezdne wojny – historie - Melissa McCarthy jako Abby Yates z filmu Ghostbusters: Pogromcy duchów (wygrana) - Kristen Wiig jako Erin Gilbert z filmu Ghostbusters: Pogromcy duchów - Ben Affleck jako Bruce Wayne/Batman z filmu Batman v Superman: Świt sprawiedliwości - Will Arnett jako Vern Fenwick z filmu Wojownicze żółwie ninja: Wyjście z cienia - Henry Cavill jako Clark Kent/Superman z filmu Batman v Superman: Świt sprawiedliwości - Robert Downey Jr. jako Tony Stark/Iron Man z filmu Kapitan Ameryka: Wojna bohaterów - Chris Evans jako Steve Rogers/Kapitan Ameryka z filmu Kapitan Ameryka: Wojna bohaterów - Chris Hemsworth jako Kevin Beckman z filmu Ghostbusters: Pogromcy duchów (wygrana) - Ellen DeGeneres jako Dory z filmu Gdzie jest Dory? (wygrana) - Kevin Hart jako Tuptuś z filmu Sekretne życie zwierzaków domowych - Dwayne Johnson jako Maui z filmu Vaiana: Skarb oceanu - Anna Kendrick jako Poppy z filmu Trolle - Justin Timberlake jako Branch z filmu Trolle - Reese Witherspoon jako Rosita z filmu Sing | - Helena Bonham Carter jako Czerwona Królowa z filmu Alicja po drugiej stronie lustra - Idris Elba jako Krall z filmu Star Trek: W nieznane - Will Ferrell jako Jacobim Mugatu z filmu Zoolander 2 - Kevin Hart jako Tuptuś z filmu Sekretne życie zwierzaków domowych (wygrana) - Charlize Theron jako Zła Królowa z filmu Łowca i Królowa Lodu - Spencer Wilding jako Darth Vader z filmu Łotr 1. Gwiezdne wojny – historie - Ben Affleck jako Bruce Wayne/Batman z filmu Batman v Superman: Świt sprawiedliwości - Henry Cavill jako Clark Kent/Superman z filmu Batman v Superman: Świt sprawiedliwości - Chris Evans jako Steve Rogers/Kapitan Ameryka z filmu Kapitan Ameryka: Wojna bohaterów (wygrana) - Chris Hemsworth jako Łowca z filmu Łowca i Królowa Lodu - Scarlett Johansson jako Natasha Romanova/Czarna Wdowa z filmu Kapitan Ameryka: Wojna bohaterów - Felicity Jones jako Jyn Erso z filmu Łotr 1. Gwiezdne wojny – historie - Jennifer Lawrence jako Raven Darkhölme/Mystique z filmu X-Men: Apocalypse - Zoe Saldana jako Uhura z filmu Star Trek: W nieznane - Ruby Barnhill i Mark Rylance – Sophie i BFG z filmu BFG: Bardzo Fajny Gigant - Kevin Hart i Dwayne Johnson – Calvin Joyner i Bob Stone z filmu Agent i pół (wygrana) - Kevin Hart i Ice Cube – Ben Barber i James Payton z filmu Prawdziwa jazda 2 - Chris Pine i Zachary Quinto – Kapitan Kirk i Spock z filmu Star Trek: W nieznane - Neel Sethi i Bill Murray – Mowgli i Baloo z filmu Księga dżungli - Ben Stiller i Owen Wilson – Derek Zoolander i Hansel McDonald z filmu Zoolander 2 - Ben Affleck i Henry Cavill – Batman i Superman z filmu Batman v Superman: Świt sprawiedliwości - Chris Evans i Robert Downey Jr. – Kapitan Ameryka i Iron Man z filmu Kapitan Ameryka: Wojna bohaterów - Ginnifer Goodwin i Jason Bateman – Judy Hopps i Nick Wilde z filmu Zwierzogród (wygrana) - Dwayne Johnson i Auli’i Cravalho – Maui i Vaiana z filmu Vaiana: Skarb oceanu - Anna Kendrick i Justin Timberlake – Poppy i Branch z filmu Trolle - Charlize Theron i Emily Blunt – Królowa Ravenna i Freya z filmu Łowca i Królowa Lodu - Jack Black jako Po z filmu Kung Fu Panda 3 - Ellen DeGeneres jako Dory z filmu Gdzie jest Dory? - Kevin Hart jako Tuptuś z filmu Sekretne życie zwierzaków domowych (wygrana) - Bill Murray jako Baloo z filmu Księga dżungli - Jason Sudekis jako Czerwony z filmu Angry Birds - Reese Witherspoon jako Rosita z filmu Sing |

#### Najlepsza drużyna
- Kapitan Ameryka: Wojna bohaterów – Paul Bettany, Chadwick Boseman, Don Cheadle, Robert Downey Jr., Chris Evans, Scarlett Johansson, Anthony Mackie, Elizabeth Olsen, Jeremy Renner, Sebastian Stan
- Gdzie jest Dory? – Albert Brooks, Ty Burrell, Ellen DeGeneres, Diane Keaton, Eugene Levy, Ed O’Neill, Kaitlin Olson, Hayden Rolence (wygrana)
- Ghostbusters: Pogromcy duchów – Leslie Jones, Melissa McCarthy, Kate McKinnon, Kristen Wiig
- Łotr 1. Gwiezdne wojny – historie – Riz Ahmed, Felicity Jones, Diego Luna, Mads Mikkelsen, Alan Tudyk, Donnie Yen, Jiang Wen, Forest Whitaker
- Wojownicze żółwie ninja: Wyjście z cienia – Noel Fisher, Jeremy Howard, Pete Ploszek, Alan Ritchson
- X-Men: Apocalypse – Michael Fassbender, Ben Hardy, Nicholas Hoult, Jennifer Lawrence, James McAvoy, Olivia Munn, Evan Peters, Ty Sheridan, Alexandra Shipp, Kodi Smit-McPhee, Sophie Turner

### Telewizja
| - Game Shakers. Jak wydać grę? - Dziewczyna poznaje świat - Niebezpieczny Henryk (wygrana) - Nicky, Ricky, Dicky i Dawn - Grzmotomocni - Agenci T.A.R.C.Z.Y. - Teoria wielkiego podrywu - Czarno to widzę - Flash - Fuller House (wygrana) - Supergirl - Benjamin Flores Jr. jako Triple G z serialu Game Shakers. Jak wydać grę? - Aidan Gallagher jako Nicky Harper z serialu Nicky, Ricky, Dicky i Dawn - Jack Griffo jako Max Grzmotomocny z serialu Grzmotomocni - Jace Norman jako Henryk Hart z serialu Niebezpieczny Henryk (wygrana) - Casey Simpson jako Ricky Harper z serialu Nicky, Ricky, Dicky i Dawn - Tyrel Jackson Williams jako Leo Dooley z serialu Szczury laboratoryjne | - Rowan Blanchard jako Riley Matthews z serialu Dziewczyna poznaje świat - Dove Cameron jako Liv i Maddie Rooney z serialu Liv i Maddie - Lizzy Greene jako Dawn Harper z serialu Nicky, Ricky, Dicky i Dawn - Kira Kosarin jako Phoebe Grzmotomocna z serialu Grzmotomocni - Breanna Yde jako Tomika z serialu Szkoła rocka - Zendaya jako K.C. Cooper z serialu K.C. nastoletnia agentka (wygrana) - America’s Funniest Home Videos - America’s Got Talent (wygrana) - American Ninja Warrior - Paradise Run - Shark Tank - The Voice - ALVINNN!!! i wiewiórki - Niesamowity świat Gumballa - Harmidom - SpongeBob Kanciastoporty (wygrana) - Młodzi Tytani: Akcja! - Wojownicze Żółwie Ninja |

### Muzyka
| - The Chainsmokers - Fifth Harmony (wygrana) - Maroon 5 - OneRepublic - Pentatonix - Twenty One Pilots - Justin Bieber - Drake - Bruno Mars - Shawn Mendes (wygrana) - Justin Timberlake - The Weeknd - Adele - Beyoncé - Selena Gomez (wygrana) - Ariana Grande - Rihanna - Meghan Trainor - „24K Magic” – Bruno Mars - „Can’t Stop the Feeling!” – Justin Timberlake - „Heathens” – Twenty One Pilots - „Send My Love (To Your New Lover)” – Adele - „Side to Side” – Ariana Grande ft. Nicki Minaj - „Work from Home” – Fifth Harmony ft. Ty Dolla Sign (wygrana) - Kelsea Ballerini - The Chainsmokers - Daya - Lukas Graham - Solange - Rae Sremmurd - Hailee Steinfeld - Twenty One Pilots (wygrana) | - „24K Magic” – Bruno Mars - „Can’t Stop the Feeling!” – Justin Timberlake - „Formation” – Beyoncé - „Juju on That Beat” – Zay Hilfigerrr i Zayion McCall (wygrana) - „Me Too” – Meghan Trainor - „Stressed Out” – Twenty One Pilots - DJ Snake - Martin Garrix - Calvin Harris (wygrana) - Major Lazer - Skrillex - Zedd - The Hamilton Mixtape - Me Before You - Moana - Sing: Original Motion Picture Soundtrack - Suicide Squad (wygrana) - Trolls - Tiffany Alvord - Matty B - Carson Lueders - Johnny Orlando - Jacob Sartorius - JoJo Siwa (wygrana) - 5 Seconds of Summer (Australia/Nowa Zelandia) - Big Bang (Azja) - Zara Larsson (Europa) - Little Mix (Wielka Brytania) (wygrana) - Bruno Mars (Ameryka Północna) - Shakira (Ameryka Południowa) |

### Pozostałe kategorie

#### Najlepsza gra
- Just Dance 2017 (wygrana)
- Lego Marvel’s Avengers
- Lego Star Wars: The Force Awakens
- Minecraft: Story Mode
- Paper Mario: Color Splash
- Pokémon Moon